# 도니 다코
《도니 다코》(영어: Donnie Darko)는 2001년 개봉된 미국의 SF 스릴러 영화로 리차드 캘리가 감독을 맡았고 제이크 질렌할, 드류 베리모어, 패트릭 스웨이지, 매기 질렌할, 노아 와일, 지나 말론, 메리 맥도넬이 출연을 맡았다. 이 영화는 주인공이 최후의 날이 뜻하는 바를 찾아 나서는 현실 왜곡 모험 이야기를 그리고 있다.
이 영화는 뉴마켓 필름과 계약을 체결하기 전 영화관에 상영하지 않고 바로 비디오로 판매할 계획이였다. 이 영화로 개봉된 지 4주일 만에 약 450만 달러를 벌여들여 제작비와 거의 맞먹는 수익을 올렸다. 그 이후, 많은 비평가들로부터 찬사를 받았으며 대규모로 컬트 영화가 제작되기도 하였으며 스페셜 에디션으로 2004년에 감독판이 발매되기도 하였다.

## 한국어 더빙 성우진(KBS) (2005년 7월 10일)
- 강수진 - 도니(제이크 질렌할)
- 김민아 - 그레첸(지나 말론)
- 주희 - 로즈(메리 맥도넬)
- 차명화 - 카렌(드류 베리모어)
- 장광 - 에디(홈즈 오스본)
- 나수란 - 키티(베스 그랜트)
- 안소연 - 엘리자베스(매기 질렌할)
- 김정아 - 사만사(데이비 체이스)
- 이호인 - 짐(패트릭 스웨이지)
- 이경자 - 써만(캐서린 로스)
- 한호웅 - 모니토프(노아 와일)
- 최정호 - 프랭크(제임스 듀발)
- 김영진 - 교장(데이빗 모어랜드)
- 변현우 - 세스(알렉스 그린왈드)
- 이재웅 - 리키(세스 로건)
- 임진응 - 로날드(스튜어트 스톤)
- 임주현 - 셔리타(졸렌 퍼디)